# Máy chơi trò chơi điện tử cầm tay

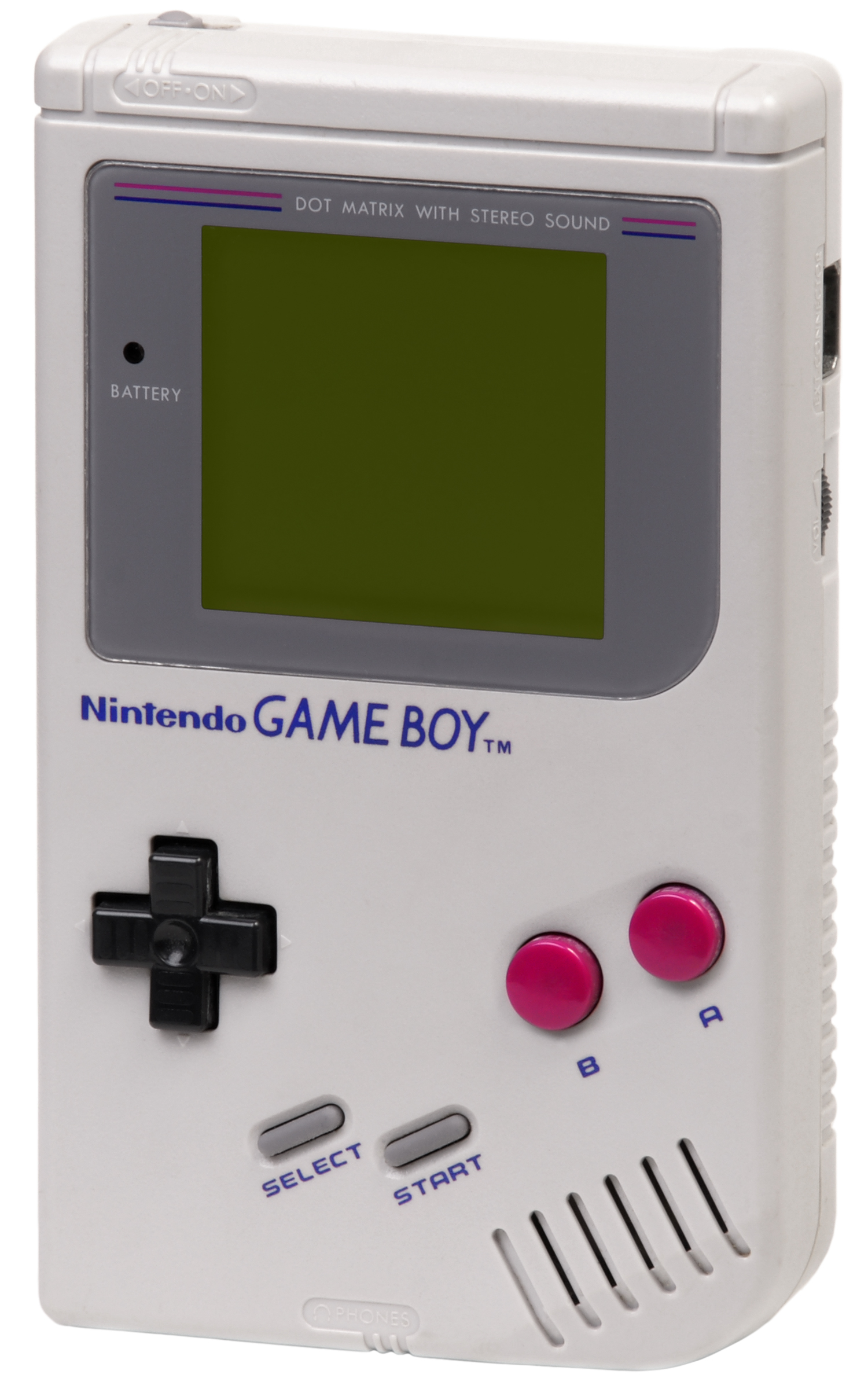
Game Boy của Nintendo ra mắt năm 1989, đã thống trị thị trường thiết bị cầm tay trong ít nhất mười năm.

Máy chơi trò chơi điện tử cầm tay hay console cầm tay, handheld console là một máy chơi trò chơi điện tử cỡ nhỏ, có tính di động, với màn hình độc lập, tích hợp bộ điều khiển và loa. Máy chơi trò chơi điện tử cầm tay nhỏ hơn máy chơi trò chơi điện tử tại gia và tích hợp máy, màn hình, loa và các nút điều khiển trong cùng một thiết bị, cho phép mọi người có thể mang theo và chơi bất cứ lúc nào hoặc ở đâu.
Năm 1976, hãng Mattel giới thiệu trò chơi điện tử cầm tay đầu tiên với việc phát hành Auto Race. Sau đó, một số công ty—bao gồm Coleco và Milton Bradley—đã sản xuất các trò chơi điện tử đơn lập của riêng họ, trọng lượng nhẹ trên bàn hoặc cầm trên tay. Máy chơi trò chơi điện tử cầm tay thành công về mặt thương mại đầu tiên là Merlin từ những năm 1978, đã bán được hơn 5 triệu máy. Máy chơi trò chơi điện tử cầm tay đầu tiên có các hộp băng có thể hoán đổi cho nhau là Microvision của Milton Bradley vào năm 1979.
Nintendo được ghi nhận là đã phổ biến khái niệm máy chơi trò chơi điện tử cầm tay với việc phát hành Game Boy vào năm 1989 và tiếp tục thống trị thị trường máy chơi trò chơi điện tử cầm tay. Hệ máy cầm tay hỗ trợ internet và có màn hình cảm ứng đầu tiên là Game.com do Tiger Electronics phát hành vào năm 1997. Năm 2004 Nintendo DS giới thiệu một hệ máy có màn hình cảm ứng và chơi game trực tuyến không dây đến nhiều đối tượng hơn, trở thành máy chơi trò chơi điện tử cầm tay bán chạy nhất với hơn 150 triệu máy bán ra trên toàn thế giới.

## Lịch sử

### Dòng thời gian
Bảng này mô tả máy chơi trò chơi điện tử cầm tay qua các thế hệ trò chơi điện tử với doanh số hơn 1 triệu máy. Xem So sánh máy chơi trò chơi điện tử cầm tay để biết các nguồn.
| Nhà chế tạo | Thế hệ               | Thế hệ              | Thế hệ             | Thế hệ                                         | Thế hệ                                       | Thế hệ                             | Thế hệ                          | Thế hệ                       | Thế hệ                               |
| Nhà chế tạo | Đầu tiên (1972–1980) | Thứ hai (1976–1992) | Thứ ba (1983–2003) | Thứ tư (1987–2004)                             | Thứ năm (1993–2006)                          | Thứ sáu (1998–2013)                | Thứ bảy (2005–2017)             | Thứ tám (2012 – nay)         |                                      |
| ----------- | -------------------- | ------------------- | ------------------ | ---------------------------------------------- | -------------------------------------------- | ---------------------------------- | ------------------------------- | ---------------------------- | ------------------------------------ |
| Atari       |                      |                     |                    | Atari Lynx (+II) (~3 triệu)                    |                                              |                                    |                                 |                              |                                      |
| Bandai      |                      |                     |                    |                                                | WonderSwan (+Color, SwanCrystal) (3.5 triệu) |                                    |                                 |                              |                                      |
| NEC         |                      |                     |                    | TurboExpress (1.5 triệu)                       |                                              |                                    |                                 |                              |                                      |
| Nintendo    |                      |                     |                    | Game Boy (+Pocket, Light) (ít nhất 64.4 triệu) | Game Boy Color (nhiều nhất 54.3 triệu)       | Dòng Game Boy Advance (81.5 triệu) | Dòng Nintendo DS (154 triệu)    | Dòng Nintendo 3DS (76 triệu) | Nintendo Switch (+Lite) (79.9 triệu) |
| Nokia       |                      |                     |                    |                                                |                                              | N-Gage (+QD) (3 triệu)             |                                 |                              |                                      |
| Sega        |                      |                     |                    | Game Gear (10.6 triệu)                         | Nomad (~1 triệu)                             |                                    |                                 |                              |                                      |
| Sony        |                      |                     |                    |                                                |                                              |                                    | PSP (+Go, Street) (81.09 triệu) | PS Vita (16.21 triệu)        | PS Vita (16.21 triệu)                |

## Dòng thời gian của máy chơi trò chơi điện tử cầm tay

### Máy chơi trò chơi điện tử cầm tay đáng chú ý trước thập niên 90
- Mattel Auto Race (1976)
- Mattel Football (1977)
- Mattel Armor Battle (1978)
- Coleco Electronic Quarterback (1978)
- Milton Bradley Microvision (1979)
- Máy tính bỏ túi Epoch Game - (1984) - Chỉ tiếng Nhật

### Máy chơi trò chơi điện tử cầm tay đáng chú ý đầu thập niên 90
- Nintendo Game Boy (1989) - Máy chơi game cầm tay đầu tiên thành công trên toàn cầu
- Atari Lynx (1989) - Màn hình có đèn nền/màu đầu tiên, phần cứng đầu tiên có khả năng tăng tốc hình vẽ 3d
- TurboExpress (1990, Nhật Bản; 1991, Bắc Mỹ) - Chơi trò chơi huCard (TurboGrafx-16/PC Engine), là máy đầu tiên có khả năng tương thích giữa máy tại gia/cầm tay
- Sega Game Gear (1991) - Về mặt kiến trúc thì tương tự như Sega Master System, phụ kiện đầu tiên gây chú ý nhưTV tuner
- Watara Supervision (1992) - Thiết bị cầm tay đầu tiên hỗ trợ xuất ra TV: Super Game Boy chỉ là lớp tương thích cho Game Boy trước đó.
- Sega Mega Jet (1992) - Kkông có màn hình, được sản xuất cho Japan Airlines (thiết bị cầm tay đầu tiên không có màn hình)
- Mega Duck/Cougar Boy (1993) - 4 cấp độ xám, LCD 2,7" - âm thanh nổi - hiếm, được bán ở Châu Âu và Brazil

### Máy chơi trò chơi điện tử cầm tay đáng chú ý cuối thập niên 90
- Genesis Nomad (1995) - Chơi bằng băngGenesis thông thường, mặc dù ở độ phân giải thấp hơn và có thể kết nối với TV, đây là hệ máy chơi trò chơi điện tử lai đầu tiên
- Neo Geo Pocket (1996) - Không liên quan đến máy Neo Geo hoặc tên của hệ thống arcade
- Game Boy Pocket (1996) - Một thiết kế lại mỏng hơn của máy Game Boy
- Tiger game.com (1997) - Máy đầu tiên hỗ trợ Internet (bằng cách sử dụng modem bán riêng)
- Game Boy Light (1998) - Phiên bản có đèn nền duy nhất tại Nhật Bản của Game Boy Pocket
- Game Boy Color (1998)
- Cybiko (khoảng 1998)
- Sony PocketStation (1998) - Thẻ nhớ PS1 duy nhất tại Nhật Bản/máy chơi game mini cầm tay tất cả trong một.
- Sega Visual Memory Unit (1998) - Thẻ nhớ Dreamcast/máy chơi game mini di động tất cả trong một.
- SNK Neo Geo Pocket Color (1999)
- Bandai WonderSwan (1999) - Do Yokoi Gunpei phát triển sau khi rời Nintendo

### Máy chơi trò chơi điện tử cầm tay đáng chú ý đầu thập niên 2000
- Bandai WonderSwan Color (2000)
- Game Park GP32 (2001) - Máy đầu tiên có hỗ trợ đầy đủ tiếng homebrew
- Game Boy Advance (2001) - Thiết bị cầm tay 32-bit đầu tiên
- Pokémon mini (2001) - Hệ thống dựa trên hộp băng nhỏ nhất có tích hợp màn hình LCD đen trắng và gamepad nhỏ nhất từng được tạo ra.
- Bandai SwanCrystal (2002) - Bản thiết kế lại nhỏ hơn của WonderSwan Color
- Công nghệ Pogo Pogo (2002) - Thiết bị PDA/trò chơi/điện thoại di động đầu tiên được tích hợp[13]
- Nokia N-Gage (2003) - Hệ máy chơi trò chơi kiêm GSMđiện thoại di động (máy đầu tiên kết hợp cả hai); máy đầu tiên có tính năng máy nghe nhạc MP3 và đài FM; sử dụng Bluetooth (nhiều người chơi không dây đầu tiên); và lần đầu tiên sử dụng GPRS để chơi trực tuyến
- Game Boy Advance SP (2003) - Thiết kế lại của GBA: mỏng hơn, kiểu dáng vỏ sò; màn hình chiếu sáng phía trước; thiết bị cầm tay đầu tiên có pin sạc
- GameKing (2003) - Thiết bị cầm tay đầu tiên do một công ty Trung Quốc phát triển .
- Tapwave Zodiac (2004) - PDA/máy game cầm tay lai đầu tiên; Palm OS PDA với các tính năng và yếu tố hình thức tập trung vào trò chơi
- Nokia N-Gage QD (2004) - Thiết kế lại của N-Gage, bỏ chơi nhạc MP3 và radio
- GPANG (2004) thiết bị tương thích - LG KV3600 (2005), Samsung SPH-G1000 (2005), Samsung SPH-B3200 (2006) Samsung SCH- B450 (2006), Samsung SCH-B550 (2006), Samsung SPH-B5200 (2006) và các sản phẩm khác.

### Máy chơi trò chơi điện tử cầm tay đáng chú ý giữa thập niên 2000
- Nintendo DS (2004) - Máy đầu tiên có màn hình kép, tích hợp micrô và Wi-Fi cho nhiều người chơi không dây; màn hình cảm ứng và thiết bị cầm tay bán chạy nhất từng được bán (hơn 154 triệu trên toàn thế giới).
- PlayStation Portable (2004/2005) - Máy đầu tiên sử dụng phương tiện quang học; sử dụng Thẻ nhớ cho dữ liệu đã lưu; phát phim, nhạc và xem ảnh JPEG.
- Gizmondo (2005) - Sử dụng mạng GPRS; máy đầu tiên tích hợpGPS cho các trò chơi trên vị trí, cũng như tích hợp máy ảnh
- Game Boy Micro (2005) - Thiết kế lại của GBA; là máy Game Boy nhỏ nhất cho đến nay, máy đầu tiên cómàn hình LCD chuyển đổi trên thiết bị cầm tay. Máy không tương thích ngược với các trò chơi Game Boy và Game Boy Color.
- Game Boy Advance SP (Backlit) - Bản phát hành lại của GBA SP có đèn nền ở mức thấp.
- XGP (2005) và Game Park Holdings GP2X (2005) - Các máy kế thừa cho thiết bị cầm tay GP32, mỗi máy do hai công ty tách ra từ Game Park phát triển.

### Máy chơi trò chơi điện tử cầm tay đáng chú ý cuối thập niên 2000
- Nintendo DS Lite (2006) - Thiết kế lại của DS, có kích thước nhỏ hơn, màn hình sáng hơn và những thay đổi tinh tế khác.
- Coleco Sonic (2006) - Thiết kế tương tự như Game Gear với thiết kế lại nhỏ hơn củaSega Master System, có các trò chơi Game gear và có khả năng tương thích để kết nối với TV qua cáp tổng hợp.
- PlayStation Portable Slim & Lite (2007) - Thiết kế lại của PlayStation Portable (PSP), máy có kích thước nhỏ hơn, trọng lượng nhẹ hơn, có khả năng phát video, sạc USB và các thay đổi khác.
- PlayStation Portable-3000 (2008) - Thiết kế lại nhỏ hơn của PSP Slim & Lite hiện tại, máy có màn hình sáng hơn, tích hợp micrô và nút PS thay thế nút Home.
- Nintendo DSi (2008) - Bản thiết kế lại lần thứ hai của Nintendo DS. Có một số thay đổi như tích hợp internet, máy ảnh, sử dụng thẻ SD, các trò chơi độc quyền, tuy nhiên, kiểu máy này không tương thích ngược với các trò chơi Game Boy Advance và trò chơi DS sử dụng khe cắm GBA.
- PSP Go (2009) - Một PSP hoàn toàn mới không có khe UMD, bộ nhớ trong, Bluetooth, máy có màn hình trượt.
- Nintendo DSi LL / XL (2009) - Lần lặp lại thứ tư và cuối cùng của máy chơi game cầm tay Nintendo DS, giống hệt về mặt kỹ thuật với DSi với đặc điểm nổi bật là hệ số hình thức lớn lớn hơn gần một inch so với DSi và dày hơn một chút. Máy có hai màn hình LCD 4,25" lớn hơn 93% so với DS Lite hiện tại.
- Mi2 (2009) - Mi2 là một thiết bị trò chơi cầm tay nhỏ do Planet Interactive hợp tác với nhà sản xuất Conny của Trung Quốc, máy tích hợp sẵn 100 trò chơi.
- Dingoo A320 (2009) - Một cỗ máy tập trung vào mô phỏng của nhà sản xuất Trung Quốc Dingoo Digital. Máy có cổng Linux tên là OpenDingux, do cộng đồng phát triển và sau đó được chuyển sang các thiết bị cầm tay khác, chẳng hạn như GCW Zero.

### Máy chơi trò chơi điện tử cầm tay đáng chú ý đầu thập niên 2010
- Dingoo A330 (2010) - Một phiên bản mới của A320 có khả năng mô phỏng 11 hệ máy bao gồm NES, SNES, Genesis và Master System.
- Pandora (2010) - Thiết bị cầm tay mã nguồn mở do cựu các hành viên cộng đồng GP32 và GP2X phát triển và phân phối.
- Xperia PLAY (2011) - Điện thoại thông minh có thể chơi game do Sony Ericsson thiết kế, đây là thiết bị đầu tiên tham gia chương trình PlayStation Certified.
- Nintendo 3DS (2011) - Phiên bản kế nhiệm của Nintendo DS, máy chơi game cầm tay đầu tiên sử dụng công nghệ 3D không cần kính, tạo ra ảo giác 3D.
- PlayStation Vita (2011–2012) - Kế nhiệm cho dòng  PSP của Sony với hai thanh analog, màn hình OLED và một bàn di chuột phía sau lưng.
- GameGadget (2012)
- Nintendo 3DS XL (2012) - Phiên bản lớn hơn của máy gốc.
- SNK Neo-Geo X (2012–2013) - Phát hành để kỷ niệm 20 năm máy Neo Geo AES ra đời.
- GCW Zero (2013)
- Nvidia Shield (2013)
- Nintendo 2DS (2013) - Một phiên bản rẻ hơn của Nintendo 3DS không thể chơi trò chơi ở định dạng 3D và không có thiết kế vỏ sò, nhắm đến khách hàng nhỏ tuổi.
- JXD S7800 (2013)

### Máy chơi trò chơi điện tử cầm tay đáng chú ý cuối thập niên 2010
- New Nintendo 3DS (2014-2015) - Nintendo 3DS nhưng bổ sung thêm các trò chơi độc quyền, nút C-Stick, ZL/ZR và hỗ trợ amiibo.
- New Nintendo 3DS XL (2014-2015) - Phiên bản lớn hơn của New Nintendo 3DS.
- Arduboy (2014) Máy chơi game cầm tay dựa trên Arduino có kích thước bằng thẻ tín dụng.
- GPD XD (2015)
- GPD Win (2016)
- Nintendo Switch (2017) - Máy chơi game gia đình kết hợp di động.
- New Nintendo 2DS XL (2017) - Phiên bản thứ sáu và cuối cùng của dòng Nintendo 3DS, có tất cả các tính năng giống như New 3DS và New 3DS XL, ngoại trừ hiệu ứng 3D.
- GPD Win 2 (2018)
- Nintendo Switch Lite (2019) - Phiên bản thiết bị cầm tay của Nintendo Switch.

### Máy chơi trò chơi điện tử cầm tay đáng chú ý đầu thập niên 2020
- GPD win Max (Giữa năm 2020)
- Evercade (2020) - Một máy game cầm tay cổ điển, có hộp băng.
- WOWCube (2020-2021) - Máy chơi trò chơi di động dưới dạng khối Rubik 2x2x2.[14]
- Steam Deck - Steam Deck là một máy tính chơi game cầm tay sắp ra mắt do Valve Corporation phát triển.